# Mühle (Unterbalbach)
Mühle ist eine ehemalige Mühle sowie ein aufgegangener Wohnplatz auf der Gemarkung des Lauda-Königshofener Stadtteils Unterbalbach im Main-Tauber-Kreis im fränkisch geprägten Nordosten Baden-Württembergs.

## Geographie
Der aufgegangene Wohnplatz Mühle lag im Bereich der heutigen Unteren Mühlstraße im ausgehenden Balbachtal. Der heute teilweise verdolte Mühlgraben, der in Unterbalbach nach links vom Balbach abzweigte, speiste eine Mühle mit Wasser, bevor er mehrere Hundert Meter später von rechts in die Tauber mündete. Der untere Teil des einstigen Mühlgrabens wird heute als Lachengraben bezeichnet.

## Geschichte
Auf dem Messtischblatt Nr. 6424 „Königshofen“ von 1881 war der Ort noch als Wohnplatz vom Ortskern getrennt und wurde als Untere Mühle bezeichnet. Eine weitere Mühle (Obere Mühle) befand sich 1881 im Ort. Der Wohnplatz ist später im Ort Unterbalbach aufgegangen.
Der Wohnplatz kam als Teil der ehemals selbständigen Gemeinde Unterbalbach am 1. Januar 1975 zur Stadt Lauda-Königshofen, als sich die Stadt Lauda mit der Stadt Königshofen und der Gemeinde Unterbalbach im Rahmen der Gebietsreform in Baden-Württemberg vereinigte.